# Ankica Čilaš Šimpraga
Ankica Čilaš Šimpraga (Knin, 9. kolovoza 1970. – Zagreb, 6. veljače 2020.) hrvatska jezikoslovka, dijalektologinja, kroatistica, onomastičarka, leksikografkinja i standardologinja. Među njezinim se onomastičkim radovima osobito ističu terminološki prinosi te radovi iz područja povijesne i suvremene antroponimije, toponimije sjeverne Dalmacije i zoonimije.

## Životopis
Rođena je 9. kolovoza 1970. u Kninu. U Zagrebu je pohađala osnovnu i srednju školu (Obrazovni centar za jezike) te je na Filozofskome fakultetu studirala Južnoslavenske jezike i književnosti diplomiravši 1996. Za studija je radila na snimanju zvučnih knjiga u Savezu slijepih i slabovidnih Hrvatske, a od siječnja 1993. zaposlena je kao lektorica hrvatskoga jezika na Hrvatskoj radioteleviziji. U Institutu za hrvatski jezik i jezikoslovlje zaposlena je od rujna 1997., isprva na dijalektološkim projektima.
Magistrirala je 2002. s temom Fonologija ikavskih štokavskih govora između rijeka Krke i Neretve, a doktorirala 2006. s temom Antroponimija i toponimija Promine. Dobitnica je Nagrade Hrvatske akademije znanosti i umjetnosti za najviša znanstvena i umjetnička dostignuća u Republici Hrvatskoj za 2018. godinu za područje filoloških znanosti za knjigu "Rječnik suvremenih hrvatskih osobnih imena" (Institut za hrvatski jezik i jezikoslovlje, Zagreb, 2018.)

## Članstva
- Odbor za onomastiku HAZU-a[1]
- Odbor za dijalektologiju HAZU-a[1]
- Terminološka skupina pri ICOS-u[1]
- East Central and South-East Europe Division of UNGEGN[1]
- Povjerenstvo za odobrenje udžbenika za učenje hrvatskoga jezika i književnosti (2003. – 2008.)[1]
- predsjednica Savjeta za jezik i govor HRT-a (od 2017.)[1]

## Glavna djela
- Prvi školski rječnik hrvatskoga jezika, 2008. (suautorstvo Ljiljana Jojić i Kristian Lewis)
- Prinosi hrvatskoj dijalektnoj fonologiji, 2010. (suautorstvo Anita Celinić, Željko Jozić i Ivana Kurtović Budja)
- Rječnika suvremenih osobnih hrvatskih imena, 2019. (suautorstvo Dubravka Ivšić Majić i Domagoj Vidović)

## Vanjske poveznice
- CROSBI Hrvatska znanstvena bibliografija, pregled po znanstveniku: Ankica Čilaš Šimpraga
- Worldcat: Čilaš Šimpraga, Ankica